# 空想的社会主義
空想的社会主義（くうそうてきしゃかいしゅぎ、英：utopian socialism, 独：Utopischer Sozialismus）とは、フリードリヒ・エンゲルスが、自らの主張する社会主義を「科学的社会主義(マルクス主義)」として、それとの対比で名付けた初期の社会主義思想のことである。

## 概要
空想的社会主義またはユートピア社会主義とは、近代的な社会主義の思想の最も始まりに位置する思想を指して言う言葉である。シャルル・フーリエ、アンリ・ド・サン＝シモン、ロバート・オウエンに代表される。
理想社会に対する人間の夢は古くはプラトンの『国家』にもみられ、さらに近世初頭の16世紀～17世紀にはトマス・モアの『ユートピア』、トマソ・カンパネッラの『太陽の都』、フランシス・ベーコンの『新アトランティス』などに現れており、広義にはこれらを含めて空想的社会主義と呼ぶこともある。
空想的社会主義という言葉は、カール・マルクスとフリードリヒ・エンゲルスが、自らの主張する社会主義を「科学的に構築される社会主義」（科学的社会主義）として、それとの対比物として名付けたものである。科学的社会主義では空想的社会主義を次のように定義している。
1. 仮説上の完全な共産主義社会のビジョンを創造した。
2. しかし、そのような社会の実現方法や維持方法を考えなかった。

フリードリヒ・エンゲルスは著書『空想から科学への社会主義の発展』の中で、サン＝シモン、フーリエ、オウエンについて次のように述べている。
- 「資本主義的生産の未熟な状態、未熟な階級の状態には、未熟な理論が対応していた。社会的な課題の解決は、未発展の経済関係のうちにまだ隠されていたので、頭のなかからつくりだされなければならなかった。･･････いまではただこっけいなだけのこれらの空想について、しかつめらしくあらさがしをしてまわったり、このような「妄想」にくらべて自分の分別くさい考え方がすぐれていることを主張したりすることは、文筆の小商人たちにまかせておけばよい。われわれはむしろ、空想の覆いの下からいたるところで顔を出しているのにあの俗物たちの目には見えない天才的な思想の萌芽や思想をよろこぶものである。」[2]
- 「サン＝シモンには天才的な視野の広さが見いだされ、この視野の広さのおかげで彼の思想には、厳密に経済的な思想ではなかったけれども、後代の社会主義者たちのほとんどすべての思想が萌芽としてふくまれている」[3]
- 「イギリスの労働者の利益のためにおこなわれた社会運動やほんとうの進歩はすべて、オウエンの名と結びついている。」（1880年頃の記述）[4]

また、エンゲルスは空想的社会主義と対比させて科学的社会主義の特徴を次のように述べている。
「社会主義の課題は、もはや、できるだけ完全な社会体制を完成することではなくて、これらの階級とその対立抗争を必然的に発生させた歴史的な経済的な経過を研究し、この経過によってつくりだされた経済状態のうちにこの衝突を解決する手段を発見することであった。」
「空想的社会主義」という言葉が特定の政治運動というよりむしろ幅広いカテゴリを意味する言葉であるため、精確に言葉を定義するのは難しい。ある定義によれば、フランス革命から1830年代中頃までに著作を出版した著者の思想を指すとしているが、別の定義ではイエス・キリストを空想的社会主義者に加えるといった具合である。いっぽう、時期的には後の19世紀後半のフェビアン協会を含む考え方もある。
語義上は歴史上のどの時点の人物であっても空想的社会主義者であってもいいわけだが、この語は19世紀の最初の四半期に生きていた空想的社会主義者にもっとも頻繁に適用される。19世紀中頃から、他の系統の社会主義が空想的社会主義を知的発達と支持者の数において圧倒しはじめる。空想的社会主義者は現代の共同体や社会運動、例えばTechno communismの形成にとって重要だった。
その「空想的」なる名称から否定的な印象があるが、「科学的」を自称するマルクス主義を標榜する社会主義国家が次々と崩壊・挫折していく一方で、シャルル・フーリエのように20世紀以降において再評価される思想家もいる。また、協同組合運動については、その源流をロバート・オウエンとしており、オウエンの思想は順当に発展していったとも解釈できる。これらの思想を「空想的社会主義」とし、「科学的社会主義」よりも前段階の古い未熟な思想とするのは、「科学的社会主義」の立場からの主張にすぎない。そもそも当のエンゲルスも、その著書において「空想的社会主義」の思想や実践の意義に一定の評価を与えている。
なお、サン・シモン、シャルル・フーリエらは、一流の科学者で神秘主義者であったエマヌエル・スヴェーデンボリ（1688 - 1772）が描写した天界の様子に強い影響を受けて、「地上の楽園」としてのユートピアを思い描き、自らの世界観と教説を形成したと言われている。また、初期の社会主義と心霊主義はともに理想社会（世俗的千年王国）をこの世に到来させようとする点で一致しており、両者は密接な関係にあった。